# Windows開機管理程式
開機管理程式（英語：Windows Boot Manager）是由Microsoft開發於Windows NT平台從Windows Vista及Windows Server 2008開始引進的新一代開機管理程式，用以取代NTLDR。當電腦執行完POST後，傳統型BIOS會根據啟動磁區尋找開機硬碟中標記"啟動"分割區下的BOOTMGR檔案；UEFI則是ESP分割區中的Bootmgfw.efi檔案（即UEFI中的「Windows Boot Manager」開機裝置，檔案名係「Boot Manager Firmware」的缩写）或bootx64.efi檔案，接著Windows Boot Manager會讀取開機組態資料庫（Boot Configuration Database）下的啟動資料，接著根據其中的資料載入與預設或使用者所選擇的作業系統。如果選擇啟動Windows NT 5.x系列作業系統（Windows 2000/XP/2003），則BOOTMGR會先啟動NTLDR檔案，再由NTLDR啟動Windows NT 5.x。

## 開機組態資料庫（BCD）
開機組態資料庫（Boot Configuration Data）是一個儲存啟動組態且獨立於硬體的資料庫。它替代了由舊版使用的NTLDR之開機組態檔案boot.ini。
開機組態資料庫的檔案結構是與登錄資料庫完全相同的。
在使用了統一可延伸韌體介面（UEFI）開機方式的電腦上，BCD檔案儲存在EFI系统分區（ESP）；在使用Legacy BIOS開機方式的電腦上，有可能儲存在系统分割區下的"\Boot"目錄下的bcd檔案中，如果是Windows 7與後續版本，也有可能儲存在一個隱藏的開機分割區（200MB左右）中（尤其是在沒有任何磁碟分割的硬碟中安裝Windows 7/8/10的情況下）。
內建於Windows，用於設定BCD的公用程式為"bcdedit.exe"；若要快速設定系統分割區或是修復錯誤的開機選項則使用"bcdboot.exe"公用程式；其他用於管理的工具還有EasyBCD、Visual BCD、Bootice或是WMI等工具修改。
開機組態資料庫包含開機管理程式的選單及控制管理程式的行為，就像包含所使用boot.ini。這些選單的內容是：
- 透過呼叫winload.exe或winload.efi启动的選項。
- 透過呼叫winresume.exe或winresume.efi使從休眠中啟動的選項。
- 透過呼叫NTLDR来启动先前版本的選項。
- 載入和執行一個分割區啟動紀錄的選項。

## 

### winload.exe
開機管理程式透過呼叫winload.exe程式（在UEFI系統下則是winload.efi程式），作業系统的啟動程式来載入作業系統的核心（ntoskrnl.exe）和基本系統應用程式。winload.exe是用來替代先前中NTLDR程式。

### winresume.exe
当电脑从休眠模式恢复至正常模式时，bootmgr則调用winresume.exe。并使用与以往有别的启动模式和页面（Windows 7 系统则显示「正在恢复Windows」）以快速恢复系统先前並的工作进度。在UEFI系统中，應用程序套件名为winresume.efi，通常位于\windows\system32 。

## 进阶启动
從Windows Vista作业系统開始，微软公司引進的新一代開機管理程式，其内部囊括了众多进阶工具，以便用以除错和解决系统无法正常启动问题。
從Windows 8開始，由於Windows預設採用快速啟動（Fast Startup）技術，進階啟動選項預設被隱藏（但用户仍然可以手动开启進階啟動選項，效果和Windows 7完全相同）。

### 工具
- 修復您的電腦

啟動系統內建的Windows RE進階復原選項(Windows 8或更新則出現選擇選項），系統會呼叫winre.wim內的Windows PE，並顯示所有進階修復工具。
- 安全模式

以安全模式啟動系統，並加载系统必需组件和驱动程序。
- 安全模式 (含網路功能)

以安全模式啟動系統，並加載存取網際網路或網路上其他電腦所需的網路驅動程式和服務。
- 安全模式 (含命令提示字元)

以安全模式啟動系統，並運行於以往有別的命令提示字元。
- 啟用開機記錄。

对系統进行测试并记录相关日志，日志文件名称为ntbtlog.txt
- 啟用低解析度視訊 (640×480)

使用當前的視訊驅動程式及低分辨率和低刷新率來啟動系統。
- 上次的正確設定(進階)

使用上次正常登錄和驅動程式設定來啟動系統。
- 目錄服務還原模式

啟動執行Active Directory的Windows網域控制站，以便還原目錄服務。
- 偵錯模式

以進階疑難排解模式來啟動系統。
- 停用系統失敗時自動重新啟動

禁止系統在遇到錯誤（包括蓝屏死机）時自動重啓動作。
- 停用驅動程式強制簽章。

允許用户使用並安裝具有不受信任或無簽章的驅動程式。
- 正常啟動 Windows

以正常模式啟動系統。

## 引用
1. ↑  Russinovich, Mark. . Mark's Blog (Microsoft Corporation). Microsoft TechNet. 8 November 2011  [9 November 2011]. （原始内容存档于2017-08-24）.
2. ↑  .   [2016-02-15]. （原始内容存档于2017-06-21）.
3. ↑  .   [2016-02-15]. （原始内容存档于2017-06-21）.
4. ↑  . 微軟.   [2019-03-15]. （原始内容存档于2020-04-06）.